# What to Expect When You're Expecting
What to Expect When You're Expecting es una comedia estadounidense dirigida por Kirk Jones y basada en What to Expect When You're Expecting de Heidi Murkoff. Está protagonizada por Cameron Diaz, Jennifer Lopez, Elizabeth Banks, Chace Crawford, Brooklyn Decker, Anna Kendrick, Matthew Morrison, Dennis Quaid, Chris Rock y Rodrigo Santoro.

## Trama
Ambientada en Atlanta, la película se abre con la preparadora física Jules Baxter (Cameron Diaz) y su compañero de baile Evan Webber (Matthew Morrison) que se realiza en el programa de televisión, Bailan las Estrellas. Ellos en la gala final del programa son coronados como los ganadores de la serie, pero Jules vomita en su trofeo tras descubrir que está embarazada. Luego, Jules debe equilibrar su embarazo con su carrera como presentadora de TV. Ella tiene un argumento continuo con Evan sobre si debe o no circuncidar a su hijo debido a que él es judío. Finalmente, Jules tiene una niña llamada Emerson y de paso ella acepta casarse con Evan.
De otro lado, la fotógrafa Holly Castillo (Jennifer Lopez) no puede concebir hijos y decide adoptar un niño en Etiopía con su esposo Alex (Rodrigo Santoro) que trabaja para una empresa publicitaria. Ellos deciden comprar una nueva casa para el bebé y Holly envía a Alex a pasar el rato con un grupo de padres que caminan por el parque y se apoyan entre sí, que fue fundado por Vic Mac (Chris Rock). Alex se siente aún más nervioso de ser padre al pasar tiempo con ellos y de paso Holly pierde su trabajo en el acuario hundiendose de dolor al darse cuenta de que Alex no está preparado para adoptar un niño. Tiempo después ellos van a Etiopía para adoptar un bebé llamado Kaleb.
Más tarde, Wendy Cooper (Elizabeth Banks) tiene una tienda de lactancia llamada "La elección de mamá", y ha estado tratando de tener un bebé con su esposo Gary (Ben Falcone) durante dos años. Una noche en el parque ella y Gary tienen relaciones y resulta embarazada, compartiendo la noticia con Gary después de realizarse cinco pruebas de embarazo. Wendy, que había planeado su embarazo mágico y feliz, se siente horrible durante todo el proceso y durante una convención a la que fue invitada para hablar en el milagro de dar a luz, ella se descompone y estalla en un discurso acerca de lo mal que se pasa en el embarazo. Al día siguiente, su arrebato se vuelve viral en YouTube y su tienda se llena de clientas felicitandola por el video. Después de muchas actividades que inducen el parto, van al hospital, pero ella tiene que tener una cesárea, en contra del plan de parto que ella había planificado. Después de dar a luz, Wendy pierde la consciencia, pero se recupera y conoce a su niño, al que llaman Theo.
Entre tanto, Ramsey Cooper (Dennis Quaid), un famoso piloto de carreras retirado y padre de Gary, está casado con una mujer más joven llamada Skyler (Brooklyn Decker). Durante un almuerzo Wendy y Gary anuncian su embarazo, mientras que Ramsey y Skyler también anuncian que están esperando mellizas. A diferencia de Wendy, Skyler goza su embarazo sin problemas, despertando la envidia de Wendy. Sin embargo, tras dar a luz a sus gemelas, les toca lidiar con sus llantos. Los nombres de las bebés son reveladas indirectamente en el Baby shower de Skyler, mostrándose en dos pancartas que dicen "Aia" y "Nia".
De otra parte, Rosie Brennan (la prima de Skyler) (Anna Kendrick) se encuentra con un viejo amigo de la secundaria llamado Marco (Chace Crawford), quien ella piensa que es un mujeriego. Luego tienen relaciones sexuales en el mismo parque donde fue montado un cine al aire libre y resulta en un embarazo. Al día siguiente, preocupados por la noticia, con el tiempo se ajustan a la idea de convertirse en padres y van a vivir juntos con las amigas de Rosie. Una noche, Rosie empieza a sangrar y se va al hospital con Marco, pero por desgracia se enteran de que ella tuvo un aborto. Devastada, Rosie le pide a Marco que se marche, terminando la relación. Finalmente, después de que Marco llevó a un amigo al hospital por haberle pisado el pie con su Food Truck, ambos se reencuentran y abren juntos su negocio rodante.
Hay varios momentos en la película que relacionan a todos entre sí. Ramsey es el padre de Gary, Gary estaba en el reality de pérdida de peso de Jules, Skyler es la prima de Rosie, y Holly es recomendada como fotógrafa por Wendy a Skyler.
La escena final de la película nos muestra el grupo de padres, incluyendo a Alex, Gary y Davis (Joe Manganiello) (el cual había tenido a su hija durante unas vacaciones) caminando por el parque con sus respectivos hijos.

## Reparto
- Cameron Diaz como Julie "Jules" Baxer.
- Jennifer Lopez como Holly Castillo.
- Elizabeth Banks como Wendy Cooper.
- Chace Crawford como Marco.
- Brooklyn Decker como Skyler Cooper.
- Ben Falcone como Gary Cooper.
- Anna Kendrick como Rosie Brennan.
- Matthew Morrison como Evan Webber.
- Dennis Quaid como Ramsey Cooper.
- Chris Rock como Vic Mac.
- Rodrigo Santoro como Alex.
- Joe Manganiello como Davis.
- Rob Huebel como Gabe.
- Thomas Lennon como Craig.
- Amir Talai como Patel.
- Rebel Wilson como Janice.
- Wendi McLendon-Covey como Kara.
- Jesse Burch como Hutch Davidson.
- Mimi Gianopulos como Molly.
- Génesis Rodríguez como Courtney.

## Desarrollo

### Antecedentes
Escrito por Heidi Murkoff , ¿Qué esperar cuando se está esperando es una guía del embarazo lanzado en 1984. Fue un Best-seller en el New York Times y es considerado uno de los libros más influyentes de los últimos veinticinco años. Además, fue apodado "la biblia del embarazo Americana" y ha vendido más de 20 millones de unidades en todo el mundo. El 14 de enero de 2010, se anunció que Lionsgate había adquirido la distribución mundial de los derechos del libro de Phoenix Pictures. Heather Hach, que estaba embarazada de nueve meses en el momento, fue contratada para escribir el guion de la película,  "basada en su experiencia", que seguiría a la historia de siete parejas que experimentan los "altibajos" de la preparación para la paternidad. David Thwaites lo produjo junto a Mike Medavoy y Arnie Messer. Allí Shearmur, Presidente de Producciones Cinematográficas de Lionsgate, dijo que el libro es "una marca que no conoce fronteras" y estaban "emocionados con esta película como la primera de una franquicia potencial". Murkoff dijo que estaba emocionado de ver a Phoenix Pictures y Lionsgate "llevar a mi bebé a la vida". Medavoy, Messer y Thwaites consideraron que el libro ofrece el "punto de partida perfecto" para contar una historia divertida.

### Preproducción
Kirk Jones dirigió la película. Jones no había leído o escuchado sobre el libro, y supuso que era una novela antes de recibir el guion. Sin embargo, luego descubrió que era de hecho una guía del embarazo. Aunque desconcertado al principio, al recordar su experiencia del embarazo como "divertido, trágico, emocionante" e "impredecible", pensó que la combinación de estos elementos harían una película "muy interesante". Hablando sobre el tema de la película, declaró que "La experiencia de cada persona es diferente", y múltiples historias diferentes "permiten a la audiencia ser partícipes de todo lo que está pasando" y "compartir lo que está pasando al ver tantos personajes, que crean cierto ambiente, sumando el humor y el sútil drama en la comparación de todas las historias, que están teniendo lugar al mismo tiempo".
"¿Qué esperar cuando se está esperando?" protagonizada por un reparto coral, que se centra principalmente en las cinco parejas que van a ser padres por primera vez. De acuerdo con Acceso Atlanta, el proyecto también necesita "una gran cantidad de extras que se encuentran en el camino de la familia ", así como" bebés con potencial de estrella". Un casting abierto se llevó a cabo el 9 de julio de 2011. La directora de casting Christopher Gray dijo en ese momento: "Necesitamos una gran cantidad de mujeres embarazadas. Queremos el verdadero negocio". La película también contó gran número de etíopes , para el que se emitió un casting también. Además, la película contiene cameos de varias celebridades. Esto incluye Dwyane Wade, Whitney Port, Megan Mullally, y Cheryl Cole, Taboo y Tyce Diorio, que actún de sí mismos como jueces en un concurso de baile de la televisión.

### Rodaje
La película comenzó el rodaje principal en Atlanta el 19 de julio de 2011. El 26 de julio, la producción filmó en Midtown en Peachtree Street, cerca de High Museum y en Piedmont Park. Jones dijo que era "difícil" la organización de los horarios, debido a la número de miembros del reparto había. Como nunca "había filmado cinco historias simultáneas como entonces", ha declarado: "Por la necesidad que teníamos de programar la película, todo el rodaje con Jennifer López se llevó a cabo en dos semanas, al igual que con Cameron Diaz porque no podíamos tenerlas volando desde sus otros lugares de trabajo para dos días de rodaje y luego volver". 

## Lanzamiento
La película fue un éxito moderado. Fecha de lanzamiento a través de 3.021 salas de cine el 18 de mayo de 2012, "Qué esperar cuando se está esperando" debutó en el puesto número 5 en las taquillas de E.E.U.U, ganando en total $ 10.547.068 durante su primer fin de semana. A finales de mayo, la película recaudó 26.293.359 de dólares es Estados Unidos. En total, "Qué esperar cuando se está esperando" recaudó $ 41,2 millones a nivel nacional, y $ 84,400,000 de recaudación mundial. Se cerró el 2 de agosto de 2012.

### Recepción de la crítica
La película tiene una calificación de 23% en Rotten Tomatoes, basado en 127 comentarios, y ha recibido críticas en su mayoría negativas de los críticos de cine. Cara Nash de la revista de cine australiano Filmink dio a la película una crítica agridulce, criticando el argumento de no tener "complejidad" o "conflicto real", pero elogió a López y Banks por "habérselas arrglado para encontrar la humanidad en sus roles cliché, aunque no pueden trascender más allá del nivel de sentimentalismo que se muestra"
Peter Travers de Rolling Stone dio a la película una crítica negativa, afirmando que "la propia película desencadenó el vómito", afirmando que las actuaciones de Rock, Kendrick y Chace "hicieron caer drásticamente sus expectativas". Simon Miraudo de Quickflix la llamaron "mal concebida" y dio a la película una crítica agridulce al tiempo que afirmaba:"A pesar de un elenco inmensamente atractivo y algunos momentos divertidos, recomendaría un "empuje". Los huevos están ahí, pero alguien se olvidó de fertilizarlos".
Betsy Sharkey del Los Angeles Times, entre otros críticos señaló la confusión de que la película se mueve con rapidez, escribiendo que "En lugar de mostrar la ilustración de la fuente (el libro), la película está llena de confusión". New York Daily News dio a las estrellas de cine 3 y medio, escribiendo "Afortunadamente la película, a diferencia de ser padre, es un paseo bastante suave y entretenido que tiene un atractivo universal para los padres y aquellos que alguna vez tuvieron un padre o una madre", y declara como escena más conmovedora en la que el personaje de Jennifer López viaja a Etiopía para recoger al niño que va a adoptar. The Guardian, por cortesía de  Mike McCahill describió la película como "muy decepcionante".